# CHUM (AM)

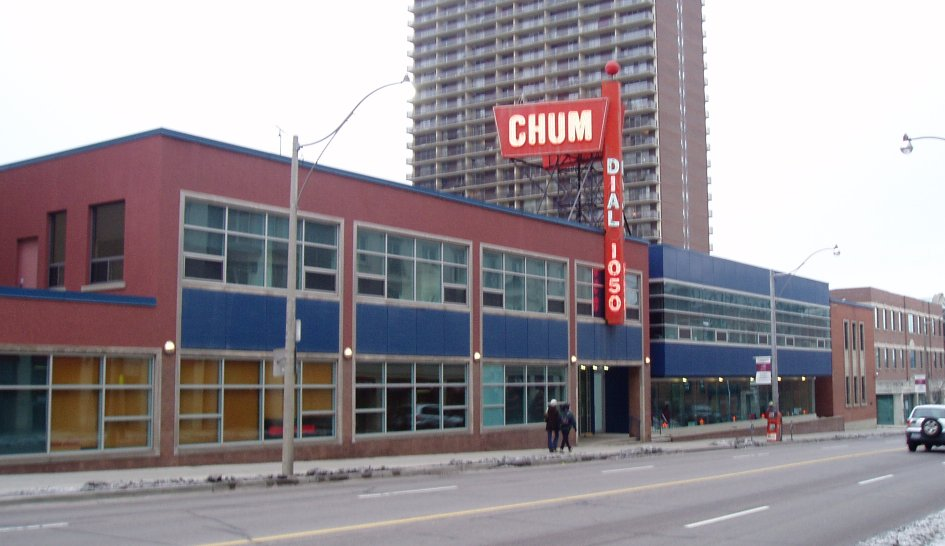
L'enseigne lumineuse de CHUM au 1331 Yonge Street en 2005

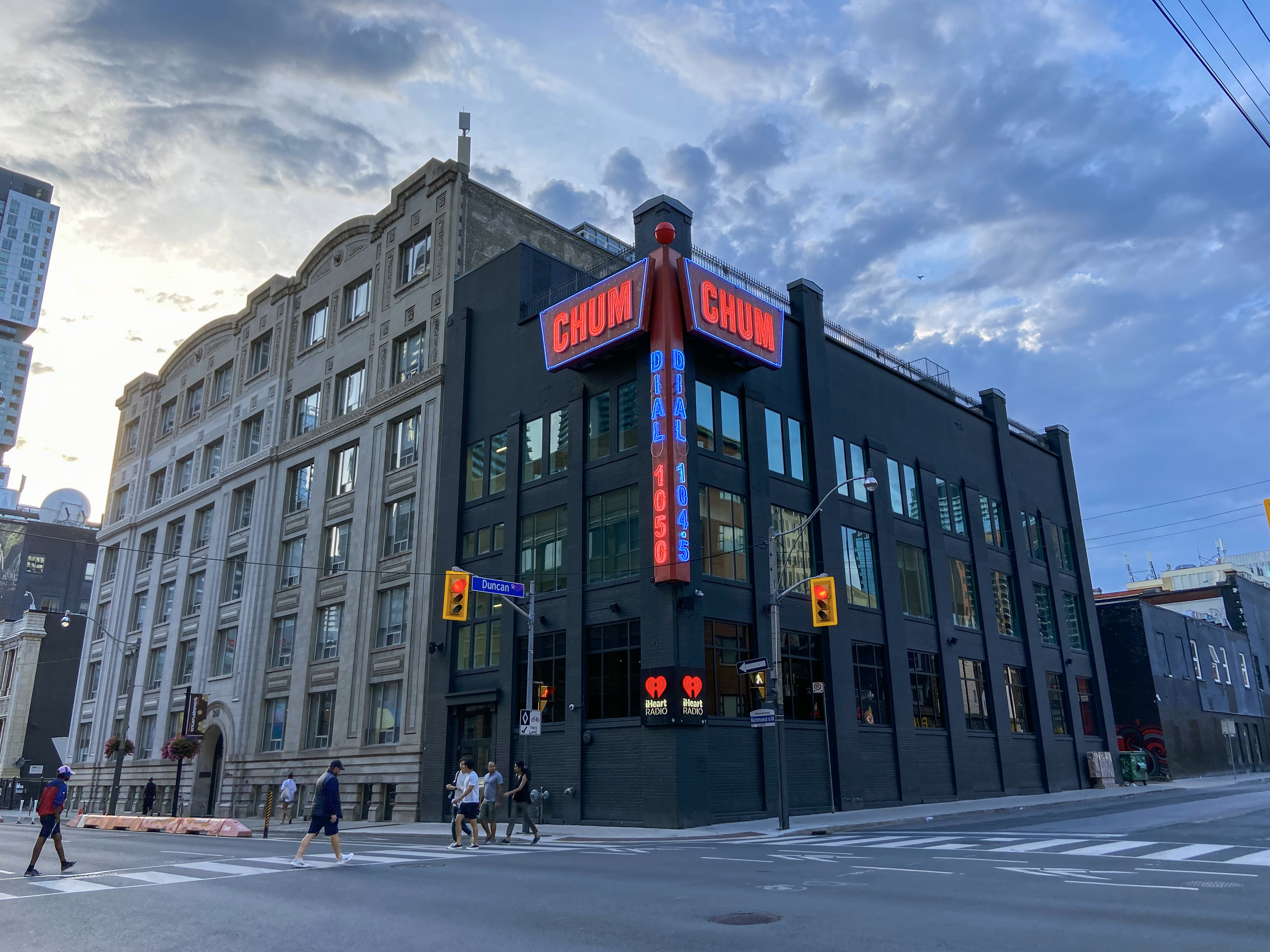
l'enseigne lumineuse relocalisée au 250 Richmond Street West en 2022

CHUM, également sous le nom TSN Radio 1050, est une station de radio canadienne anglophone d'information sportive, émettant depuis la ville de Toronto et diffusant sur la région du Grand Toronto. Elle émet sur la fréquence 1 050 kHz en modulation d'amplitude (AM) et appartient à Bell Media.
Elle peut aussi être entendue en HD Radio sur CKFM-FM (en) HD3 depuis 2018.

## Histoire
Il s'agit de la station principale de CHUM Limited lancée en 1945 dans un format Full-service radio (en) (musique, nouvelles, sports), et en service du matin au soir. Le 27 mai 1957, elle change de format pour le Top 50, devenant la première station à diffuser de la musique Rock 'n' roll à Toronto. Elle passe au format Oldies en 1986.
Le 23 janvier 2001, elle devient une station sportive en adoptant le format The Team (en) de CFGO (en) à Ottawa, et le réseau est lancé avec l'ajout des stations AM de CHUM Limited à, entre autres, Halifax, Vancouver, Winnipeg et CKGM à Montréal. En août 2002, la station et plusieurs affiliés retournent à leur format précédent respectif (oldies pour CHUM) alors que le format sportif The Team est conservé à Vancouver, Ottawa et Montréal.
En 2007, Bell Média fait l'acquisition de CHUM Limited. L'année suivante, Bell vend la bâtisse de CHUM au 1331 Yonge Street à un développeur immobilier et relocalise ses stations, et l'enseigne lumineuse de CHUM, au coin de 250 Richmond Street West (en). En mars 2009, la station devient CP24 Radio 1050, rediffusant l'audio de la chaîne spécialisée de nouvelles en continu CP24. Durant cette période, les cotes d'écoute de CHUM étaient dernières au classement.
En avril 2011, elle adopte son format TSN Radio (en). Plusieurs stations affiliées à The Team changent de format. En 2024, le format TSN Radio est toujours opérationnel à Toronto, Montréal (depuis octobre 2011) et Ottawa (depuis septembre 2013). Les autres stations à Vancouver et Winnipeg ont changé de format avant de fermer en 2023.